# Kuvasz
O kuvasz[Nota] ou Pastor Húngaro é uma raça de cão de guarda originária da Hungria que durante séculos, fez a proteção dos pastores na lida com as ovelhas.  Sabe-se que ele faz a ronda dos animais a partir dos limites do rebanho, nunca configurando um elemento surpresa, mas sim anunciando-se antes da chegada do invasor. Uma matilha de Kuvasz aceitará a liderança de apenas um animal, podendo ser macho ou fêmea. Este líder agirá protegendo tanto o rebanho, quanto a sua matilha. Apesar de muito associado a ovelhas, devido a seu temperamento territorialista o Kuvasz fará a proteção de quaisquer animais ou propriedades, que lhe forem confiados e tudo que nela viver.
Este cão tem origem no norte do Irã e do Iraque, na antiga Suméria, acredita-se que exista entre 6.000 a 9.000 anos, porém  a Hungria é considerada o país de origem da raça. Seu nome deriva do turco kawasz, que significa "guarda armada dos nobres". Os cães desta raça são descritos como fortes, grandes e detentores de uma pelagem dupla ondulada e branca. Sua aparência é ainda classificada como agradável aos olhos, que irradia nobreza e força. Foi usado durante séculos como guarda de rebanhos, protegendo-os de lobos e ursos, e como companhia.
Chamado de guarda excepcional, e considerado incorruptível adquiriu este adjetivo devido a sua iniciativa, já que é capaz de agir sem receber instruções. Muito devotado à família, sente aflição quando não pode exercer corretamente seu papel de guardião. Desenvolvido naturalmente para ser um cão independente de comandos, ele precisará de liderança firme desde o início da sua criação. Suas estruturas óssea e muscular são fortes e delgadas e suas articulações revelam contornos bem delineados. Seu temperamento é dito devotado, leal, determinado e bastante equilibrado. Apesar de alerta, é um animal que tem por preferência não latir. Cabe dizer que o latido é anúncio de algo fora da normalidade para o animal, o que nem sempre representa o mesmo para o dono, principalmente em ambientes urbanos, onde pode haver várias interferências no ambiente, nem todas hostis.  Entre suas principais características psicológicas está o fato de, para ser um cão de guarda, não precisar de adestramento. Já entre as físicas, está a sua pelagem, que é descrita como auto-limpante e sem odor. De porte grande, pode atingir os 75 cm e pesar 62 kg.
http://www.kuvaszprince.com.br 
http://www.princeofthedogs.com.br